# Натан Ауттерідж
Натан Ауттерідж  (англ. Nathan Outteridge, 28 січня 1986) — австралійський яхтсмен, олімпієць.

## Виступи на Олімпіадах
| Олімпіада   | Дисципліна | Місце |
| ----------- | ---------- | ----- |
| Пекін 2008  | Клас 49er  | 5     |
| Лондон 2012 | Клас 49er  | 1     |